# Klaas de Groot
Klaas de Groot (ur. 11 maja 1919 w Wormer, zm. 24 lutego 1994 w Zaanstad) – holenderski zapaśnik walczący w stylu klasycznym. Olimpijczyk z Londynu 1948, gdzie zajął dziesiąte miejsce w kategorii do 77 kg.

## Letnie Igrzyska Olimpijskie 1948
| Konkurencja          | Rundy eliminacyjne    | Rundy eliminacyjne   | Klas. końcowa |
| Konkurencja          | Przeciwnik I          | Przeciwnik II        | Miejsce       |
| -------------------- | --------------------- | -------------------- | ------------- |
| 79 kg styl klasyczny | Muhlis Tayfur (TUR) P | Gyula Németi (HUN) P | 10.           |